# 側田
側田（英語：Justin Lo Ting Wei，1976年7月1日—），原名羅定偉，側田是Justin的譯音，香港男歌手、音樂人，美籍華人，生於美國紐約。2017年1月，作為第2位挑戰歌手加盟湖南衛視《歌手2017》，最終以第4名挑戰成功。

## 生平

### 個人經歷
側田出生於美國紐約。兩歲隨家人返香港。在港時就讀於聖保羅男女小學及中學。1989年到美國西雅圖繼續其中學生涯。他曾於華盛頓州立大學（Washington State University）讀書，兩年後轉到羅德島設計學院（Rhode Island School of Design）主修平面設計，並於1999年取得學位。畢業後，他在加州聖塔克萊拉（Santa Clara）的雅虎當網頁設計員。由於側田覺得在雅虎的工作非常沉悶，所以決心重回香港從事音樂工作，是為了他的理想而回流。期間也為Yahoo做一些短期工作。
側田出身於音樂世家。他的三叔羅尚正（Ted Lo）是香港著名的編曲、監製及爵士樂鋼琴手。側田本身亦曾是香港兒童合唱團和中小學校內合唱團的團員之一，從小對音樂產生濃厚的興趣。1981年，作曲家顧嘉煇曾找他和其妹妹羅定潔Roxane為一個芭比廣告唱歌。而側田本人亦在一個AXE洗潔精的廣告中演唱。除了唱歌外，他6歲便自己嘗試彈琴及作曲，10歲學吉他。

### 個人事業
在回港初期，側田曾從事自由設計行業，並多次自製demo音樂帶寄給各大唱片公司，但成績未如理想。直到2003年，其三叔羅尚正 (Ted Lo) 將他介紹給著名作曲人及監製雷頌德。雷頌德亦把側田簽進自己旗下的On Your Mark Ltd 音樂創作公司。側田正式開始其音樂事業。他曾為陳慧琳的歌曲監製，亦在衛蘭的《Day and Night》專輯擔任唱片監製。除監製外也為古巨基編寫《大雄》和《傷追人》兩首大熱歌曲。另外側田曾負責主唱商業電台節目《絕情谷》第一首主題曲和新城娛樂台《聯Fan BARcode》主題曲。
2005年，側田在古巨基的《勁歌金曲演唱會》中演出。在清唱環節中好評如潮，並得到「金牌經理人」黃柏高賞識，把他簽進金牌娛樂事業有限公司，走到幕前，並以側田作爲藝名（側田源自其英文名Justin的粵語諧音）。側田獨特的唱腔再加上大衆化的情歌使其成爲2005年炙手可熱的新人。當時他的主打歌「好人」、「Erica」、「命硬」和「我有今日」大獲好評。側田更在2005年年底的香港四大傳媒音樂頒獎禮中囊括所有新人男歌手的獎項。（詳細見獎項）
側田在2005年推出首張唱片《Justin》。他個人包辦超過一半歌曲的創作，首天銷量達15,000張，直至2006年2月10日為止，銷量已達35,000張，銷量更達到金唱片的要求，更成為2005年金牌唱片公司最暢銷的唱片之一。而根據統計，Justin大碟，直至2006年3月21日，銷量已達白金唱片的數字。
側田在2006年3月26日於香港體育館舉行《芝華士側田One Good Show個人演唱會》，演唱會門票在2006年2月13日開售，十分鐘內即告爆滿，唱片公司旋即宣佈加開兩場《芝華士側田Two Good Shows個人演唱會》，於4月18和19日舉行。在這三場演唱會中，側田除了大展歌喉外，還在中段加上跳舞環節，令人耳目一新。在第一場演唱會的前兩天，側田推出其第二隻的個人專輯《No Protection》，大碟主打歌《Volar》、《Kong》、和《決戰二世祖》均是大熱；直至2006年5月為止，銷量亦已達30,000張，是側田第二隻獲得金唱片的個人專輯。《芝華士側田One Good Show！演唱會》更奪得2006新浪樂壇民意指數頒獎典禮的「我最喜愛演唱會」大獎。
側田在2006年以男主角身份拍攝電影《戀愛初歌》，票房不俗。而他為該電影主唱的主題曲《情歌》，在2006年各大頒獎典禮中獲得多個獎項。由於該年側田的演唱會表現、唱片銷量及其人氣均十分理想，令他初奪「叱咤樂壇男歌手」銅獎及「新城勁爆男歌手」三甲之一。首奪《叱咤樂壇流行榜頒獎典禮》「叱咤樂壇男歌手」銅獎更令他成為首位二十一世紀出道而打入三甲的男歌手。側田從初出道時的「最佳男新人」，到打進「最佳男歌手」三甲之一，只是用了短短一年的時間。
側田於2007年2月8至11日於香港體育館紅館舉行《港樂‧側田演唱會》（HKPO & Justin Live in love with the philharmonic Live）。他是眾多跟港樂合作的歌手中年資最淺的一個。港樂（香港管弦樂團）揀選合作的流行歌手向來嚴謹，港樂十分欣賞側田的創作才華及對音樂的觸覺，希望藉著今次與側田合作，將嚴肅的管弦樂注入新的元素，於2月14日情人節前夕帶給觀眾 — 特別是年青的一群，讓他們感受到管弦樂新鮮及卓越的一面。
側田在2007年推出籌備一年多的第三張個人專輯《JTV》，收錄了14首中英文及國語歌曲。JTV的製作比從前的大碟更嚴謹認真，該碟主打歌「男人KTV」，由胡彥斌及甄健強等參與曲詞。這首歌曲在派台後一個月，在亞太區各地的卡啦OK中點播率超過200萬次。直至2007年11月18日為止，JTV銷量亦達20,000張，成為側田第三隻獲得的金唱片的個人專輯。而他更成功憑《男人KTV》在2007年度香港的四大音樂頒獎典禮中，襄括所有十大歌曲獎（其一）。
側田在2008年10月1至7日於香港國際展貿中心—Star Hall舉行第三次大型個唱《Air Justin 08 Live》，在演唱會前更推行年度大碟《阿田》為該次演唱做勢。在這7晚的演出中，側田除了一貫唱出他的大熱作品外，還加入了跳舞和小型音樂劇的環節。此外，側田在演唱會中加插了一段搖滾音樂的表演，大獲好評。側田出道四年內三度舉辦個唱，其數字之頻密是香港樂壇的歌手當中較罕見的。《阿田》中的主打歌《三十日》，大受歡迎，有傳這首歌是為前緋聞女友林苑創作。
2009年初，側田回歸電影和製作音樂事業上，拍攝電影《保持愛你》，更為電影創作插曲《無言無語》，以及推出個人首張精選大碟《From JUSTIN － Collection of His First 3 years》。此外，他不斷到國內外舉行音樂會，個人的知名度在國內漸漸提高，更有機會為國內重點電影《機器俠》唱作主題曲。09年側田為圈中歌手，包括方力申、蔡卓妍、李克勤等創作歌曲，結果亦順利奪得多個他一直渴望擁有的唱作人獎。
2010年，側田再推出粵語專輯《我沒有變過 愛的習慣》，其中主打歌《無限大》、《合唱歌》和《愛的習慣》大受歡迎。
該年底，側田推出新歌《Saranghae》，在韓文的意思是我愛妳，是為他的韓國女友創作。但在另一方面，傳媒報導了他和一日本模特兒的緋聞，令側田大受打擊，萌生離港的去意。
2011年，側田於1月27及28日於紅館開第三次演唱會，並表示之後將會移居中國北京，到中國大陸發展，暫別香港樂壇。一方面是韓國女友於北京居住，另一方面是側田厭倦香港傳媒和想轉換新環境，所以北上找尋不同的發展
側田於2011年初宣佈暫別香港樂壇之後，便移居北京為新的創作基地。在大陸時期，他為電視劇《小兒難養》演唱插曲《你的海》。
2012年初，側田以千萬薪酬加盟寰亞娛樂，與一眾舊金牌戰友楊千嬅及蘇永康等重聚。
2012年11月，側田蟄伏一年再度發聲，首度國語創作單曲《很想很想說再見》。在2012即將結束的前夕，側田選擇了國語作為創作主力。
2013年2月，側田再戰樂壇。自去年加盟寰亞音樂之後，一直積極地在籌備加盟新公司後的首張個大碟，並乘勢再踏紅館舞台，5月舉行個人演唱會，並名為「側田命硬世界巡迴演唱會（香港站）」，側田希望與香港一樣一有不死精神，所以他將其中一首歌曲「命硬」作為演唱會的主題。
由於5月的演唱會反應熱烈，故側田於8月再開一場「繼續命硬」演唱會。
踏入2014年，側田正式專心把工作集中於香港，先後推出粵語單曲《一粒糖》和《I MISS LOVE》。其中後者是側田和韓籍女友分手後的心聲。8月，側田更聯同劉浩龍為TVB劇集《使徒行者》演唱主題曲《行者》。
2015年6月5日及6日舉行「側田WeTouch LIVE 2015世界巡迴演唱會-香港站」；同時再度推出廣東大碟「Never Odd Or Even」，是適合孩子及成年人聽為創作概念專輯。
2016年8月13日在大馬舉行全新首站演唱會《Heads Up巡回演唱会 – 大马站》。
2016年10月參加中國江蘇衛視《蒙面唱将猜猜猜》第四、五及六期節目。　
2017年1月，確定加盟湖南衛視《歌手2017》、為第2位挑戰歌手，最終以第4名挑戰成功。
2017年6月分別舉行成都及上海2場個人音樂會。
2017年9月2日開啟巡迴演唱會之《側田JUSTIN CHAPTER FREE 演唱會2017 - 廣州站》，同時宣布同年12月8日-9日舉行《側田JUSTIN CHAPTER FREE 巡迴演唱會2017 - 香港站》，門票於優先預訂首日及公開發售首日即告售罄，全場爆滿。
2017年10月，參與無綫電視二月開播的皇牌音樂節目《流行經典50年》的最後一集並唱出作品《Kong》和《男人KTV》。
2017年10月26日亦再度推出個人第9張大碟「The Drug Called Music」。
2017年12月，側田於演唱會前接受訪問，提到自己於低潮期時，親妹給予開解和鼓勵，令他相當感觸。由於以往一直是他擔當安慰妹妹的角色，如今眨眼之間，角色已不知不覺地互換了，令到還未升級做人父的側田，憑妹妹一路的成長，感受到父親的心情。
2019年6月，他第八次踏上紅館舞台舉行《My Beautiful Curse》演唱會。
2022年，側田加入香港環球唱片；同時推出全新派台歌曲－《第一秒》。《第一秒》先後在香港電台中文歌曲龍虎榜、新城勁爆流行榜和無綫電視勁歌金榜取得冠軍，並於香港電視娛樂Chill Club推介榜取得第八名。此外，《第一秒》更是側田自2015年的《WeTouch》後相隔七年再次奪得勁歌金榜冠軍歌。

### 個人生活
側田在2006年初被香港八卦雜誌一本便利（現稱FACE）記者偷拍到與新晉女歌手林苑同處於側田寓所。該雜誌更以封面報導宣稱是側田的脫帽照。偷拍照顯示側田頭頂頭髮稀疏，呈地中海及M字額等跡象。便利遂大造文章，事件引起軒然大波。前「金牌經理人」黃柏高對此震怒，旋即向該雜誌發出聲明，並召開記者會高調譴責是次事件。黃柏高更召集當時於金牌娛樂當紅藝人古巨基及楊千嬅為側田撐場支持，聲明及記者會並沒有對雜誌所報導的相關內容作出正面解釋，只是對藝人應有的自由作出維護，譴責該雜誌行為不當，破壞樂壇新人的未來。而兩位當事人均拒絕承認彼此有或發生過任何關係。但自此以後，側田的緋聞另一半則只有林苑一人。偷拍事件發生在側田宣佈舉行首次紅磡體育館個人演唱會之後，本來外間對一位新人在紅館開演唱會，普遍不存厚望，但此事件卻多少為當時的側田帶來更多注目、人氣及支持，結果演唱會成績大好，更要宣布加場。側田在此事件發生前已宣傳其第一個個人演唱會時，已宣佈屆時將會以脫帽作招徠，吸引觀眾。自言天生頭髮孿的他出道後一直戴上各式各樣的帽子示人。偷拍事件發生後，懷疑禿頭照曝光，結果他在演唱會中並沒有履行除帽諾言。
2016年，側田於新歌《幸福止痛》的MV中以除帽形象示人，以藉此機會訴說內心的世界。

### 爭議
- 甫出道便在香港體育館開演唱會：在香港體育館（俗稱「紅館」）舉辦個人演唱會，向來是不少香港歌手的奮鬥目標，而通常歌手要在歌唱事業上累積一定成就後才會獲得這個機會。2006年2月，側田宣佈即將於3月開辦個人演唱會，即距離其首張專輯推出僅四個月後，這對新晉歌手而言乃前所未有，惹來不少輿論。雖然側田在出道前一直從事歌曲創作，但屬於他的個人作品在當時只有《Justin》專輯內的十首，故他備受外間質疑有否足夠歌曲獻唱。結果演唱會門票大受歡迎，在十分鐘內即告售罄，唱片公司更宣布加開兩場，可謂為側田出道後迅速踏上紅館舞台之舉寫上圓滿結局。後來Soler仿傚側田「一碟上紅館」的大膽舉動，亦成為另一個新人在紅館開演唱會的成功例子。
- 與曹格在街中發生爭執：2009年9月23日，與在歌壇稱兄道弟的曹格，前後腳於中環卑利街一間酒吧消遣，期間曹格在酒意下於酒吧內與人起衝突，繼而動武，側田勸交。其後兩人登上的士離開時，曹格突然下車更拿起並揮舞鋒利路牌圖施襲，及起飛腳踢車內的人，由於記者聽到車廂內傳來一聲慘叫，疑側田被踢中下體受傷，幸及時被友人阻止，才避免進一步發生流血事件。翌日曹格看媒體報導驚覺事情嚴重，召開記者會解釋及道歉，並表示如果警方有需要，不管人在哪裏，都會全力配合調查。[12][13]而側田因與曹格爭執過程中帽子落地，結果是次事件之後終于在TVB某綜藝節目中脫帽示人。

## 音樂作品

### 派台歌曲成績
| 派台歌曲成績（四台）                                   | 派台歌曲成績（四台） | 派台歌曲成績（四台） | 派台歌曲成績（四台） | 派台歌曲成績（四台） | 派台歌曲成績（四台） | 派台歌曲成績（四台）                    | 派台歌曲成績（四台）                                                         |      |
| ------------------------------------------------------ | -------------------- | -------------------- | -------------------- | -------------------- | -------------------- | --------------------------------------- | ---------------------------------------------------------------------------- | ---- |
| 唱片                                                   | 歌曲                 | 903                  | RTHK                 | 997                  | TVB                  | 備註                                    | 備註                                                                         |      |
| 2005年                                                 |                      |                      |                      |                      |                      |                                         |                                                                              |      |
| Justin                                                 | 好人                 | 13                   | 1                    | 6                    | 7                    | 首支冠軍歌 另派Original版本             | 首支冠軍歌 另派Original版本                                                  |      |
| Justin                                                 | Erica                | 2                    | 3                    | 2                    | 5                    |                                         |                                                                              |      |
| Justin                                                 | 命硬                 | 2                    | 2                    | 2                    | -                    |                                         |                                                                              |      |
| Justin                                                 | 我有今日             | 1                    | 1                    | 1                    | -                    | 首支三台冠軍歌                          | 首支三台冠軍歌                                                               |      |
| 2006年                                                 |                      |                      |                      |                      |                      |                                         |                                                                              |      |
| Justin                                                 | 我不是好人           | 17                   | 8                    | 6                    | -                    |                                         |                                                                              |      |
| No Protection                                          | Volar                | 10                   | 1                    | 1                    | -                    |                                         |                                                                              |      |
| No Protection                                          | Kong                 | -                    | 11                   | -                    | -                    |                                         |                                                                              |      |
| No Protection                                          | 決戰二世祖           | 6                    | 6                    | 7                    | -                    |                                         |                                                                              |      |
| No Protection（Dual Disc Version）                     | 橙色暑假             | -                    | 1                    | -                    | -                    | 與楊千嬅合唱 香港電台太陽計劃2006主題曲 | 與楊千嬅合唱 香港電台太陽計劃2006主題曲                                      |      |
| No Protection（Dual Disc Version）                     | 感動                 | -                    | -                    | -                    | 2                    |                                         |                                                                              |      |
| 戀愛初歌電影原聲大碟                                   | 情歌                 | 2                    | 1                    | 1                    | 1                    | 三台冠軍歌                              | 三台冠軍歌                                                                   |      |
| No Protection                                          | 情永落               | 8                    | -                    | -                    | -                    |                                         |                                                                              |      |
| JTV                                                    | 頭條新聞             | -                    | -                    | -                    | -                    |                                         |                                                                              |      |
| 2007年                                                 |                      |                      |                      |                      |                      |                                         |                                                                              |      |
| In Control                                             | 山歌                 | 1                    | 6                    | 1                    | -                    | 與吳雨霏合唱                            | 與吳雨霏合唱                                                                 |      |
| JTV                                                    | 一句                 | 1                    | 3                    | 5                    | 3                    |                                         |                                                                              |      |
| JTV                                                    | 男人KTV              | 1                    | 1                    | (1)                  | 1                    | 首支四台冠軍歌 OT：胡彥斌 ~ 男人KTV     | 首支四台冠軍歌 OT：胡彥斌 ~ 男人KTV                                          |      |
| JTV                                                    | 紅地氈               | 1                    | 2                    | 8                    | -                    |                                         |                                                                              |      |
| 2008年                                                 |                      |                      |                      |                      |                      |                                         |                                                                              |      |
| JTV                                                    | 卡通歌               | -                    | -                    | 3                    | -                    |                                         |                                                                              |      |
| 阿田                                                   | 未輸                 | 14                   | 3                    | -                    | 2                    |                                         |                                                                              |      |
| 阿田                                                   | 三十日               | 1                    | 1                    | 2                    | 3                    |                                         |                                                                              |      |
| 阿田                                                   | 雲                   | -                    | 6                    | -                    | -                    |                                         |                                                                              |      |
| 2009年                                                 |                      |                      |                      |                      |                      |                                         |                                                                              |      |
| From Justin – Collection of His First 3 Years          | 無言無語             | 1                    | 3                    | 1                    | 2                    | 電影《保持愛你》主題曲                  | 電影《保持愛你》主題曲                                                       |      |
| From Justin – Collection of His First 3 Years          | B.O.K.               | 1                    | 1                    | 2                    | 1                    | 三台冠軍歌                              | 三台冠軍歌                                                                   |      |
| Chelsea                                                | 星火                 | -                    | -                    | 5                    | -                    | 與唐素琪合唱                            | 與唐素琪合唱                                                                 |      |
| 2010年                                                 |                      |                      |                      |                      |                      |                                         |                                                                              |      |
| 我沒有變過 愛的習慣                                    | 無限大               | 7                    | 1                    | 1                    | 1                    | 三台冠軍歌                              | 三台冠軍歌                                                                   |      |
| 我沒有變過 愛的習慣                                    | 愛的習慣             | 2                    | 1                    | 3                    | 1                    |                                         |                                                                              |      |
| 我沒有變過 愛的習慣                                    | 合唱歌               | 10                   | 1                    | 3                    | -                    | 與G.E.M.合唱                            | 與G.E.M.合唱                                                                 |      |
| 我沒有變過 愛的習慣                                    | 原來你什麼都想要     | -                    | -                    | 3                    | -                    |                                         |                                                                              |      |
| 金牌10年精選系列 側田                                  | Saranghae            | -                    | 5                    | 1                    | 1                    |                                         |                                                                              |      |
| 2011年                                                 |                      |                      |                      |                      |                      |                                         |                                                                              |      |
|                                                        | GongXiFaCai Song     | 18                   | -                    | -                    | -                    |                                         |                                                                              |      |
| 2012年                                                 |                      |                      |                      |                      |                      |                                         |                                                                              |      |
| 硬仗                                                   | 很想很想說再見       | 15                   | -                    | 2                    | 2                    |                                         |                                                                              |      |
| 2013年                                                 |                      |                      |                      |                      |                      |                                         |                                                                              |      |
| 硬仗                                                   | 硬仗                 | -                    | -                    | 3                    | -                    |                                         |                                                                              |      |
| 硬仗                                                   | 風從哪裡來           | -                    | -                    | -                    | -                    |                                         |                                                                              |      |
| 硬仗                                                   | 爽                   | 4                    | 1                    | 4                    | 2                    |                                         |                                                                              |      |
| 2014年                                                 |                      |                      |                      |                      |                      |                                         |                                                                              |      |
| Never Odd Or Even                                      | 一粒糖               | 2                    | 6                    | 2                    | -                    |                                         |                                                                              |      |
| Never Odd Or Even                                      | I Miss Love          | 2                    | 2                    | 1                    | 1                    |                                         |                                                                              |      |
| Never Odd Or Even                                      | Three Two One        | 1                    | 1                    | 1                    | -                    | 三台冠軍歌                              | 三台冠軍歌                                                                   |      |
| 2015年                                                 |                      |                      |                      |                      |                      |                                         |                                                                              |      |
| Never Odd Or Even                                      | WeTouch              | 2                    | 8                    | 4                    | 1                    |                                         |                                                                              |      |
|                                                        | 出口                 | -                    | -                    | -                    | -                    | 《以和為貴》主題曲 與李思捷合唱         | 《以和為貴》主題曲 與李思捷合唱                                              |      |
| Never Odd Or Even                                      | 歌成就今天這個我     | 14                   | 9                    | 2                    | -                    |                                         |                                                                              |      |
| Never Odd Or Even                                      | 命書                 | -                    | -                    | -                    | -                    |                                         |                                                                              |      |
| 2016年                                                 |                      |                      |                      |                      |                      |                                         |                                                                              |      |
| The Drug Called Music                                  | 幸福止痛             | 1                    | 3                    | 1                    | 4                    | 跨年上榜                                | 跨年上榜                                                                     |      |
| 2017年                                                 |                      |                      |                      |                      |                      |                                         |                                                                              |      |
| The Drug Called Music                                  | Heads Up Phones Down | 3                    | 1                    | 2                    | -                    | Featuring Dough-Boy                     | Featuring Dough-Boy                                                          |      |
| The Drug Called Music                                  | 不經不覺             | 1                    | 1                    | 1                    | -                    | 三台冠軍歌                              | 三台冠軍歌                                                                   |      |
| The Drug Called Music                                  | 450蚊                | -                    | -                    | 3                    | -                    | Featuring 肥媽                          | Featuring 肥媽                                                               |      |
| The Drug Called Music                                  | UPSIDEDOWN           | 2                    | 13                   | 3                    | -                    | hmv PLAY 本週新歌排行榜：7              | hmv PLAY 本週新歌排行榜：7                                                   |      |
| The Drug Called Music                                  | 咖啡因萬歲           | 2                    | -                    | -                    | -                    | 跨年上榜                                | 跨年上榜                                                                     |      |
| 2018年                                                 |                      |                      |                      |                      |                      |                                         |                                                                              |      |
|                                                        | 半杯入魂             | 5                    | 3                    | 1                    | -                    | 加拿大至 HIT 中文歌曲排行榜：3          | 加拿大至 HIT 中文歌曲排行榜：3                                               |      |
|                                                        | ？                   | 5                    | 8                    | 3                    | -                    | 跨年上榜                                | 跨年上榜                                                                     |      |
| 2019年                                                 |                      |                      |                      |                      |                      |                                         |                                                                              |      |
|                                                        | 懷很舊的舊           | 7                    | 8                    | 2                    | -                    | 加拿大至 HIT 中文歌曲排行榜：3          | 加拿大至 HIT 中文歌曲排行榜：3                                               |      |
|                                                        | 完全變態             | 1                    | 15                   | 1                    | -                    | 加拿大至 HIT 中文歌曲排行榜：1          | 加拿大至 HIT 中文歌曲排行榜：1                                               |      |
|                                                        | 活多一次             | 1                    | 1                    | 5                    | -                    | 加拿大至 HIT 中文歌曲排行榜：1          | 加拿大至 HIT 中文歌曲排行榜：1                                               |      |
| 派台歌曲成績（五台）                                   |                      |                      |                      |                      |                      |                                         |                                                                              |      |
| 唱片                                                   | 歌曲                 | 903                  | RTHK                 | 997                  | TVB                  | ViuTV                                   | 備註                                                                         | 備註 |
| 2020年                                                 |                      |                      |                      |                      |                      |                                         |                                                                              |      |
|                                                        | 圓謊                 | ×                    | ×                    | ×                    | -                    | ×                                       | TVB劇集《法證先鋒IV》主題曲 加拿大至 HIT 中文歌曲排行榜：6                   |      |
| 2022年                                                 |                      |                      |                      |                      |                      |                                         |                                                                              |      |
| love songs from dreams                                 | 第一秒               | -                    | 1                    | 1                    | 1                    | 8                                       | 三台冠軍歌 Featuring Ted Lo 加拿大至 HIT 中文歌曲排行榜：2                   |      |
| love songs from dreams                                 | 老伙記               | -                    | 1                    | 1                    | 1                    | 1                                       | 四台冠軍歌 （連同ViuTV） Featuring Eric Kwok 加拿大至 HIT 中文歌曲排行榜：15 |      |
| love songs from dreams                                 | 悲中帶喜             | -                    | 1                    | -                    | 1                    | -                                       | 加拿大至 HIT 中文歌曲排行榜：1                                               |      |
| love songs from dreams                                 | 您好                 | -                    | 1                    | 3                    | ×                    | ×                                       | 加拿大至 HIT 中文歌曲排行榜：7                                               |      |
| 側田第一秒音樂會2022 Justin The First Moment Live 2022 | 男人老狗             | -                    | -                    | 1                    | ×                    | ×                                       | 加拿大至 HIT 中文歌曲排行榜：11                                              |      |
| 2023年                                                 |                      |                      |                      |                      |                      |                                         |                                                                              |      |
|                                                        | 一律建議分手         | -                    | 2                    | 5                    | 18                   | ×                                       | 與Kerryta、余宗遙合唱 加拿大至 HIT 中文歌曲排行榜：17                        |      |

| 各台冠軍歌總數 | 各台冠軍歌總數 | 各台冠軍歌總數 | 各台冠軍歌總數 | 各台冠軍歌總數 | 各台冠軍歌總數    | 各台冠軍歌總數                      |
| -------------- | -------------- | -------------- | -------------- | -------------- | ----------------- | ----------------------------------- |
| 四台a          | 903            | RTHK           | 997            | TVB            | 備註              | 備註                                |
| 四台a          | 13             | 20             | 17             | 11             | 四台冠軍歌總數：1 | 四台冠軍歌總數：1                   |
| 四台a          | 13             | 20             | 17             | 11             | 冠軍週數          | 冠軍週數                            |
| 五台b          | 903            | RTHK           | 997            | TVB            | ViuTV             | 備註                                |
| 五台b          | 0              | 4              | 3              | 3              | 1                 | 五台冠軍歌總數：0 四台冠軍歌總數：1 |

- （*）仍在榜上
- （-）未能上榜
- （(1)）兩週冠軍
- ^  注解a：包括2020年後的冠軍歌曲
- ^  注解b：2020年起

### 音樂作品

#### 正規專輯
| 唱片名稱                        | 類型 | 發行日期       | 發行單位     | 曲目／備註                                                   |
| ------------------------------- | ---- | -------------- | ------------ | ------------------------------------------------------------ |
| Justin                          | 專輯 | 2005年11月29日 | 金牌娛樂     | 見Justin                                                     |
| No Protection                   | 專輯 | 2006年3月24日  | 金牌娛樂     | 見No Protection                                              |
| No Protection Dual disc version | 專輯 | 2006年7月5日   | 金牌娛樂     | 見No Protection                                              |
| JTV                             | 專輯 | 2007年11月16日 | 金牌娛樂     | CD                                                           |
| 阿田                            | 專輯 | 2008年9月30日  | 金牌大風     | CD                                                           |
| 我沒有變過 愛的習慣             | 專輯 | 2010年6月22日  | 金牌大風     | CD、DVD                                                      |
| Never Odd Or Even               | 專輯 | 2015年6月5日   | 寰亞唱片     | CD + DVD                                                     |
| The Drug Called Music           | 專輯 | 2017年10月26日 | 銀星藝人管理 | CD                                                           |
| love songs from dreams          | 專輯 | 2022年4月13日  | 環球唱片     | Digital Album - 2022年4月13日上架；實體專輯2022年6月13日推出 |

#### 現場專輯
| 唱片名稱                                                       | 類型     | 發行日期      | 發行單位 | 曲目／備註                                                    |
| -------------------------------------------------------------- | -------- | ------------- | -------- | ------------------------------------------------------------- |
| 側田 One Good Show 演唱會                                      | 現場專輯 | 2006年7月25日 | 金牌娛樂 | 2 CDKaraoke VCD版於9月9日發行，karaoke DVD版則於9月21日發行。 |
| 側田 × 香港管弦樂團 In Love with the Philharmonic Concert Live | 現場專輯 | 2007年3月16日 | 金牌娛樂 | 2 CDKaraoke VCD版於4月4日發行，karaoke DVD版則於4月13日發行。 |
| Air Justin 08 Live                                             | 現場專輯 | 2008年12月5日 | 金牌大風 | 2 CDDVD版於12月23日發行。                                     |
| Around The World Tour 2011                                     | 現場專輯 | 2011年4月29日 | 金牌大風 |                                                               |
| 側田 - WeTouch Live 2015世界巡迴演唱會                         | 現場專輯 | 2015年9月4日  | 寰亞唱片 | 2DVD + Karaoke DVD + 2CD 。Blu-ray版於10月16日發行。          |
| 側田第一秒音樂會2022 Justin The First Moment Live 2022         | 現場專輯 | 2023年1月16日 | 環球唱片 | Blu-ray + 2CD                                                 |

#### 精選專輯
| 唱片名稱                                      | 類型   | 發行日期                                 | 發行單位 | 曲目／備註 |
| --------------------------------------------- | ------ | ---------------------------------------- | -------- | --- |
| From Justin – Collection of His First 3 Years | 精選輯 | 2009年2月27日 2009年5月22日 2010年8月6日 | 金牌大風 | 2 CD、Karaoke DVD 加贈「From Justin – Collection of His First 3 Years and the Party Live」音樂會全紀錄DVD HQCD版 |
| 金牌10年精選系列 - 側田                       | 精選輯 | 2012年10月19日                           | 金牌大風 | 2 CD |
| Gold Typhoon Best Sellers Series - Justin Lo  | 精選輯 | 2014年12月12日                           | 金牌大風 | |
| 側田 – Best Hits                              | 精選輯 | 2016年5月27日                            | 金牌大風 | SACD Hybrid |

#### EP
| 唱片名稱 | 類型                     | 發行日期                    | 發行單位 | 曲目／備註                   |
| -------- | ------------------------ | --------------------------- | -------- | ---------------------------- |
| 硬仗     | Digital EP Album EP 專輯 | 2013年5月22日 2013年8月28日 | 寰亞唱片 | Availbale on iTunes EP + DVD |

### 雜錦專輯
2006年
- 1月：Love 05情歌全K集DVD
- 3月：好人歌集 CD
- 8月：《戀愛初歌》電影原聲大碟CD+DVD
- 8月：Love 06情歌集（2CD）
- 11月：Love 06情歌全K集 Music Videos & Karaoke（DVD）

2007年
- 2月：《情意結》CD+MV+卡拉OK DVD
- 3月：Love 07情歌集（2CD）
- 4月：叱吒新一代（2CD）
- 4月：Love 07情歌集 Karaoke（2DVD）
- 6月：金牌醇音樂（CD+DVD）
- 8月：High School Musical 2 Soundtrack （Hong Kong Version）
- 11月：Love 07 情歌集 壓軸篇（2CD）
- 12月：Love 07 情歌集 壓軸篇（2CD+DVD）
- 12月：A Brighter Christmas （With Sharon & Friends）

2008年
- 8月：金牌主題曲（2CD）

2009年
- 3月：Love Best最愛情歌集2（3CD+DVD）
- 5月：鋼琴心情101（6CD）
- 5月：Love 09情歌集（2CD）

2011年
- 11月：那些年，我們一起聽過的歌 (廣東歌曲精選) (2CD)

### 幕後創作
| 創作部份 | 發表年份 | 演唱歌手            | 歌曲 |
| -------- | -------- | ------------------- | --- |
| 作曲     | 2003年   | 古巨基              | 決戰十一 |
| 作曲     | 2003年   | 胡彥斌              | 目不轉晴 |
| 作曲     | 2004年   | 古巨基              | 大雄、傷追人 |
| 作曲     | 2004年   | 許志安              | 失眠都要睡 |
| 作曲     | 2004年   | 陳慧琳              | 小女人 |
| 作曲     | 2004年   | 鄧健泓              | 門外看 |
| 作曲     | 2004年   | 黎明                | 不可一世、我是否還愛你、無痛失戀 |
| 作曲     | 2004年   | 應昌佑              | 我是否還愛妳 |
| 作曲     | 2005年   | 古巨基              | 夢中人、明星、最終幻想 |
| 作曲     | 2005年   | 楊千嬅              | 唯有愛隨身 |
| 作曲     | 2005年   | 劉浩龍              | 二等天使 |
| 作曲     | 2005年   | 應昌佑              | 逢星期四 |
| 作曲     | 2005年   | 應昌佑 Feat. 衛蘭   | 24 |
| 作曲     | 2006年   | 古巨基              | 約定你 |
| 作曲     | 2006年   | 陳慧琳              | 面紅 |
| 作曲     | 2006年   | 楊千嬅              | 有過去的女人、亦舒說 |
| 作曲     | 2006年   | 鄭融                | 想入非非 |
| 作曲     | 2006年   | 關楚耀              | 十年樹木 |
| 作曲     | 2007年   | Oscar               | 大男人 |
| 作曲     | 2007年   | 古巨基              | 一刻永恆 |
| 作曲     | 2007年   | 楊千嬅              | 半邊天 |
| 作曲     | 2008年   | 蘇永康              | 蒲界耶穌 |
| 作曲     | 2009年   | 方力申              | 匆匆 |
| 作曲     | 2009年   | 李克勤              | 萬年孤寂 |
| 作曲     | 2009年   | 側田、唐素琪        | 星火 |
| 作曲     | 2010年   | 周麗淇              | 搖籃曲 |
| 作曲     | 2010年   | 劉浩龍、應昌佑      | 嬲 |
| 作曲     | 2010年   | 蔡卓妍              | 放手 |
| 作曲     | 2011年   | 古巨基              | Once Upon A Time |
| 作曲     | 2011年   | 陳僖儀              | Crazy Love |
| 作曲     | 2011年   | 鄭融                | 四季 |
| 作曲     | 2012年   | Twins               | 大過天 |
| 作曲     | 2013年   | 薛凱琪              | 諸葛亮 |
| 作曲     | 2013年   | J.Arie              | 青春期 |
| 作曲     | 2014年   | C AllStar           | 時日如飛 |
| 作曲     | 2014年   | 尹子維              | 潛規則 |
| 作曲     | 2015年   | 梁漢文              | 一路走來 |
| 作曲     | 2015年   | 古巨基              | 我與你 |
| 作曲     | 2015年   | 范振鋒              | 膊頭 |
| 作曲     | 2017年   | Dough-Boy           | 天空之城 |
| 作曲     | 2017年   | 連詩雅              | 不意外的意外、不甘示弱 |
| 作曲     | 2018年   | 黎劻宜              | 開竅 |
| 作曲     | 2018年   | 梁釗峰              | 閃亮的青春 |
| 作曲     | 2020年   | 黎曉陽              | Hey Mary |
| 作曲     | 2023年   | 劉浩龍              | 沒人坐的梳化 |
| 填詞     | 2004年   | 衛蘭                | In Love Again、不可一世（X'mas Version） |
| 填詞     | 2005年   | 衛蘭                | Chocolate Ice、Sugar In The Marmalade、My Eyes Don't Lie、 2004、Love Me Accapella、Superman（雙雄）、 Long Distance                             |
| 填詞     | 2017年   | Dough-Boy           | 天空之城 |
| 編曲     | 2004年   | 古巨基              | 大雄、傷追人 |
| 編曲     | 2004年   | 梁漢文              | 夠朋友、最悲哀的事、祝你旅途愉快、三千年開花 |
| 編曲     | 2004年   | 許志安              | 失眠都要睡 |
| 編曲     | 2004年   | 陳慧琳              | 小女人 |
| 編曲     | 2004年   | 衛蘭                | In Love Again、不可一世、不可一世（X'mas Version）                                                                                               |
| 編曲     | 2004年   | 鄧健泓              | 門外看 |
| 編曲     | 2004年   | 黎明                | 不可一世、我是否還愛你、無痛失戀 |
| 編曲     | 2004年   | 應昌佑              | 我是否還愛妳 |
| 編曲     | 2005年   | 衛蘭                | 情深說話未曾講、Chocolate Ice、Sugar In The Marmalade、 夏日傾情、My Eyes Don't Lie、2004、Love Me Accapella、 Superman（雙雄）、Long Distance   |
| 編曲     | 2005年   | 應昌佑 Feat. 衛蘭   | 24 |
| 編曲     | 2006年   | 陳慧琳              | 面紅 |
| 編曲     | 2006年   | 楊千嬅              | 有過去的女人、亦舒說 |
| 編曲     | 2008年   | 古巨基              | 年年有今日 |
| 編曲     | 2008年   | 蘇永康              | 蒲界耶穌 |
| 編曲     | 2009年   | 方力申              | 匆匆 |
| 編曲     | 2010年   | 周麗淇              | 搖籃曲 |
| 編曲     | 2011年   | 古巨基              | Once Upon A Time |
| 編曲     | 2011年   | 陳僖儀              | Crazy Love |
| 編曲     | 2015年   | 梁漢文              | 一路走來 |
| 監製     | 2004年   | 古巨基              | 大雄、傷追人 |
| 監製     | 2004年   | 梁漢文              | 夠朋友 |
| 監製     | 2004年   | 衛蘭                | In Love Again、不可一世、一夜傾情、 不可一世（X'mas Version）                                                                                    |
| 監製     | 2004年   | 黎明                | 別舔傷口 |
| 監製     | 2005年   | 劉浩龍              | 二等天使 |
| 監製     | 2005年   | 衛蘭                | 情深說話未曾講、Chocolate Ice 、Sugar In The Marmalade、 夏日傾情、My Eyes Don't Lie、2004、Love Me Accapella 、 Superman（雙雄）、Long Distance |
| 監製     | 2006年   | 楊千嬅              | 有過去的女人、她成功了他沒有、亦舒說 |
| 監製     | 2009年   | 方力申              | 匆匆 |
| 監製     | 2009年   | 側田、唐素琪        | 星火 |
| 監製     | 2010年   | 周麗淇              | 搖籃曲 |
| 監製     | 2011年   | 陳僖儀              | Crazy Love |
| 監製     | 2014年   | C AllStar           | 時日如飛 |
| 監製     | 2014年   | 尹子維              | 潛規則 |
| 監製     | 2015年   | 梁漢文              | 一路走來 |
| 監製     | 2017年   | 羅力威              | 日落大道 |
| 監製     | 2023年   | 劉浩龍              | 沒人坐的梳化 |
| 和唱     | 2003年   | 陳慧琳              | 佛洛依德笑我、邱比特笑了 |
| 和唱     | 2004年   | 古巨基              | 大雄、傷追人 |
| 和唱     | 2004年   | 梁靖琪              | 望星打卦 |
| 和唱     | 2004年   | 梁漢文              | 夠朋友、最悲哀的事、三千年開花 |
| 和唱     | 2004年   | 許志安              | 失眠都要睡、學行、踏步 |
| 和唱     | 2004年   | 許志安 Feat. 葉德嫻 | 美中不足 |
| 和唱     | 2004年   | 陳慧琳              | 紙醉金迷、完美關係、小女人、完美關係 (國) |
| 和唱     | 2004年   | 衛蘭                | 不可一世、一夜傾情、不可一世（X'mas Version） |
| 和唱     | 2004年   | 黎明                | 不可一世、一比一、愛妳變、水深火熱、排行榜、 慢動作、什麼 (國)、無痛失戀、一比一 (國)、 兩個人的煙火                                             |
| 和唱     | 2005年   | 陳慧琳              | 自由、放 |
| 和唱     | 2005年   | 楊千嬅              | Single |
| 和唱     | 2005年   | 衛蘭                | 情深說話未曾講、Chocolate Ice、 Sugar In The Marmalade、 夏日傾情、2004、Love Me Accapella、 Long Distance                                       |
| 和唱     | 2007年   | 古巨基              | 錢錢錢錢 |
| 和唱     | 2014年   | C AllStar           | 時日如飛 |
| 和唱     | 2016年   | 吳業坤              | 被單身的人 |
| 和唱     | 2017年   | 連詩雅              | 不意外的意外 |

### 單曲
- 2006年：A Song Per Day（電影《天生一對》插曲）
- 2006年：感動（TVB 韓劇《宮》主題曲）
- 2007年：飛就飛 （歌舞青春2 OST 「Everyday」粵語版，与吳雨霏合唱）
- 2008年：躍動的心（TVBJ2翡翠二台 台歌）
- 2009年：中間人（電視劇《鹿鼎記》主題曲，与古巨基合唱）
- 2009年：Come On (電影《機器俠》OST）
- 2009年：You'll Lose (電影《機器俠》OST）
- 2011年：3 Months (收錄在「2011新能量音樂計劃」合輯《就是現在》）
- 2013年：你的海 (電視劇《小儿难养》插曲）
- 2014年：行者（電視劇《使徒行者》主題曲，与刘浩龙合唱）
- 2015年：出口（電視劇《以和為貴》主題曲，与李思捷合唱）
- 2015年：密偈（綜藝電視節目《閨密教煮》主題曲，与梁家玉合唱）
- 2015年：Grown Up Christmas List（与王梓軒合唱）
- 2016年：同步（電視劇《鐵馬戰車》主題曲）
- 2017年：拜託，我不寂寞
- 2017年：天註定
- 2017年：天空之城（與Dough-Boy合唱）
- 2020年：圓謊（電視劇《法證先鋒IV》主題曲）
- 2021年：光 （網劇《烏鴉小姐與蜥蜴先生插曲)
- 2021年：滿滿元氣的你 （網劇《烏鴉小姐與蜥蜴先生插曲)

## 音樂會／演唱會
2005年
- 1月2日：「四海同心送關懷」南亞海嘯慈善籌款活動（與金牌娛樂的歌手合作某個環節，側田當時還未出道）
- 3月7－9日：古巨基勁歌.金曲演唱會（和音，側田當時還未出道）
- 8月3日：楊千嬅x林一峰 拉闊音樂會（嘉賓）
- 10月14日：Moto903新樂潮拜音樂會（與古巨基合作）
- 11月3日：新城古巨基友唱友和音樂會（嘉賓）

2006年
- 2月25日：楊千嬅 x 古巨基 古舞飛楊馬來西亞新年演唱會06（嘉賓）
- 3月26日：芝華士 側田 《One Good Show 2006》個人演唱會（第一次紅館）
- 4月18－19日：芝華士 側田 《Two Good Shows 2006》個人演唱會（第一次紅館Part 2）
- 5月19日、21日：TOP+樂壇新勢力澳洲拉闊演唱會
- 6月30日：新城唱好陳慧琳Kelly Spirit音樂會（嘉賓）
- 9月1日：屈臣氏《聽側田唱》天河音樂會
- 9月13日：屈臣氏《聽側田唱》音樂會
- 10月21日：澳門電訊25週年銀禧呈獻—側田One Good Show！澳門演唱會
- 12月24日：側田《聖誕派對One Good Show！》馬來西亞演唱會

2007年
- 2月8日-11日：側田x香港管弦樂團 In Love with the Philharmonic Concert（第二次紅館）
- 2月14日：澳門漁人碼頭拉近偶像系列—《情人節浪漫獻禮》側田演唱會
- 2月25日：溫哥華中僑慈善群星夜（嘉賓）
- 3月17日：芝華士醇音樂會
- 4月26日：哈林演唱會（表演嘉賓）
- 4月29日：加州紅903遊樂團音樂集會
- 5月5日：903 id club 拉闊音樂會
- 5月19日：軒尼詩VSOP絃音之樂
- 5月26日：Justin One Good Show!（澳洲悉尼）
- 5月31日：恒生勁爆Music World-BRAVO!JUSTIN唱好音樂會
- 6月7日：周大福 Perfect Moment2007鉑金巨星夜
- 8月4日：2007軒尼詩VSOP炫音之樂年中盛會
- 9月7日、12日：古巨基The Magic Moments演唱會2007（嘉賓）
- 10月4日：Moov Live Justin新碟音樂會
- 11月9日：健達繽紛樂903繽紛音樂園音樂會
- 12月7日：看透鄧麗欣2007演唱會（嘉賓）
- 12月23日：古巨基The Magic Moments聖誕魔幻馬來西亞演唱會2007（嘉賓）

2008年
- 1月11日、13－14日：吳雨霏Lady K LIVE 08演唱會（嘉賓）
- 2月13日：溫哥華中僑慈善群星夜（與張敬軒、梁漢文、薛凱琪等歌手合作）
- 3月22日：The Chorus Show專業和音清唱會（即場嘉賓）
- 3月27日：Nokia我系音樂會（與古巨基、謝安琪、吳雨霏、小肥合作）
- 4月12日：TVB盧冠廷天鳥回歸音樂會（嘉賓）
- 5月9日：百威啤酒傾情贊助「側田唱享奧運」歌友會（台山站）
- 5月10日：百威啤酒傾情贊助「側田唱享奧運」歌友會（江門站，與小肥合作）
- 5月16日：盧冠廷「2050」演唱會（嘉賓）
- 5月19日：百威啤酒傾情贊助「側田唱享奧運」歌友會（汕頭站）
- 6月1日：「演藝界5·12關愛行動」大匯演（與金牌娛樂的歌手合作某個環節）
- 6月7日：百威啤酒傾情贊助「側田唱享奧運」歌友會（中山站）
- 6月26日：周大福 Perfect Moment 鉑金巨星夜2008（與庾澄慶等歌手合作）
- 8月29日：Haji vs Mini - A Virtual Reality Debut Show 夏至音樂會（嘉賓）
- 9月5日：Chivas Studio Private Event
- 10月1－7日：側田Air Justin 08 Live演唱會
- 10月11日：側田天空之田廣州演唱會2008
- 10月18日：側田Air Justin 08 Live馬來西亞雲頂演唱會
- 11月6日：公益金一起唱和.明報周刊精彩四十年慈善音樂會（與黎明、李克勤和張敬軒等歌手合作）

2009年
- 2月9日：側田Air Justin 09 Live 美國大西洋城演唱會
- 3月14日：金牌大風2009澳門威尼斯人演唱會
- 4月6日：Philip Stein x JUSTIN Collection Party Live音樂會
- 7月18日：百威 - 側田歌友會@韶關站
- 7月26日：側田Air Justin 09 Live 加拿大多倫多演唱會
- 8月7日：百威 - 側田歌友會@清遠站
- 8月15－16日：Summer Pop Live In HK 2009（與吳雨霏、周筆暢等歌手合作）
- 8月17日：「88水災關愛行動」籌款晚會（與張敬軒、胡彥斌等歌手合作）
- 8月20日：永明金融呈獻 － 新城18聲光綻放音樂會（與李克勤、楊千嬅等歌手合作）
- 8月22日：百事蓋世群音MTV·側田音樂會@深圳站
- 9月12日：馬來西亞《T音樂節》音樂會
- 9月30日：新城十八巨星匯聚慈善音樂會
- 10月9日： 蓋世群音  音樂先鋒榜群英會 側田汕頭音樂會
- 12月6日： 新城環保聖誕音樂力量巨星音樂會
- 12月19日： 2009唱響中山演唱會
- 12月31日：2009澳門除夕倒數音樂會

2010年
- 3月14日：港樂滬動音樂會
- 5月6日：903id club 拉闊音樂會 張敬軒 x 側田 x 林宥嘉
- 5月8日： Uncle Ray金曲迴響獻愛心慈善音樂會
- 8月14日：Justin Genting Concert 2010
- 8月22日：永明金融呈獻 新城邁向20聲光綻放音樂會
- 9月25日：曹格VS側田溫莎好友音樂會
- 10月8日：新城i Do音樂會
- 11月6日：新城Love and the City音樂會

2011年
- 1月27－28日：Around the World Tour 2011（第三次紅館）
- 9月27日：澳門威尼斯人周年演唱會
- 10月22日：Around the World Tour 2011大馬站

2012年
- 2月14日：“情像一首歌”側田巡迴音樂會 - 佛山站
- 11月26日：“再見側田新歌”首唱會
- 12月21日：“情像一首歌”側田巡迴音樂會 - 新會站
- 12月23日：“情像一首歌”側田巡迴音樂會 - 花都站

2013年
- 5月25日：側田命硬世界巡迴演唱會2013-香港站 Justin Tough Live World Tour 2013（第四次紅館）
- 7月26日：側田命硬世界巡迴演唱會2013-馬來西亞站 Justin Tough Live World Tour 2013 - Genting
- 8月4日：側田命硬世界巡迴演唱會2013-廣州站 Justin Tough Live World Tour 2013 - Guangzhou
- 8月29日：側田繼續命硬演唱會2013-香港站 Justin Tough Live RESTART 2013（第四次紅館PART 2）
- 9月1日：百事最強音音樂會 (江門站)
- 9月13日：百事最強音音樂會 (順德站)
- 9月20日：百事最強音音樂會 (湛江站)
- 9月27日：百事最強音音樂會 (肇慶站)

2014年
- 4月5日：側田命硬演唱會2014-澳門站 Justin Tough Live World Tour 2014 - Macau
- 4月13日：側田Justin x 小肥 Connected Tour Show in Manchester
- 4月15日：側田Justin x 小肥 Connected Tour Show in London
- 5月20日：側田520 我‧愛‧你 爵士Live音樂會(佛山)
- 8月16日：側田想愛音樂會(廣州)
- 9月8日：屈臣氏蒸餾水呈獻”超越界限至清至純音樂會
- 12月13日：側田一愛一生拉闊音樂會(清遠)

2015年
- 5月24日：IMPERFECT 好人演唱會 in Reno （美國）
- 6月5日 - 6日：側田WeTouch Live 2015世界巡迴演唱會（第五次紅館）

2016年
- 8月13日：側田Justin Heads Up演唱會 – 大馬站

2017年
- 6月3日: Live 4 LIVE《尖叫現場》·歌手側田 SUPER LIVE—成都站
- 6月8日: 903夢想系拉闊音樂會 側田 x 李幸倪
- 6月25日: Live 4 LIVE《尖叫現場》·歌手側田 SUPER LIVE—上海站
- 8月26日: 新城台慶音樂會 - 側田 X 蘇永康 X 陳柏宇
- 9月2日: 側田 JUSTIN CHAPTER FREE 2017 演唱會 廣州站
- 12月8-9日: 側田 JUSTIN CHAPTER FREE 2017 演唱會 香港站（第六次紅館）

2018年
- 3月10日： 側田本地狂熱音樂會
- 4月14日： 側田JUSTIN CHAPTER FREE 2018演唱會 佛山站
- 4月28日： 側田JUSTIN CHAPTER FREE 2018演唱會 馬來西亞站
- 5月26日： 側田JUSTIN CHAPTER FREE 2018演唱會 澳門站

2019年
- 6月14-15日：側田MY BEAUTIFUL CURSE 2019 演唱會 香港站（第七次紅館）
- 8月24日： 側田MY BEAUTIFUL CURSE 2019 演唱會 中山站
- 10月8日：WE DESIGN AIR 側田音樂會
- 10月18日：側田MY BEAUTIFUL CURSE 2019 演唱會 悉尼站
- 11月2日：側田MY BEAUTIFUL CURSE 2019 演唱會 廣州站
- 11月22日：新濠至尊側田音樂會

2022年
- 1月8日：側田FRESH START CONCERT 2022 in San Francisco
- 1月16日：側田FRESH START CONCERT 2022 in Los Angeles
- 1月23日：側田FRESH START CONCERT 2022 in Atlantic City
- 4月30日：側田FRESH START CONCERT 2022 Live In Malaysia
- 8月20-21日：側田第一秒音樂會 Justin The First Moment Live 2022
- 11月26-27日：側田第一秒音樂會2022 Part 2 Justin The First Moment Live 2022 Part 2

2023年
- 10月6-7日：側田第一秒巡迴演唱會 - 廣州站
- 10月14-15日：側田第一秒巡迴演唱會 - 東莞站
- 10月21日：側田第一秒巡迴演唱會 - 汕頭站
- 11月4-5日：側田第一秒巡迴演唱會 - 佛山站
- 12月9日：側田第一秒巡迴演唱會 - 江門站
- 12月30日：側田第一秒巡迴演唱會 - 清遠站

2024年
- 1月5日：側田第一秒巡迴演唱會 - 深圳站
- 2月3日：側田第一秒巡迴演唱會 - 湛江站
- 4月13日：側田第一秒巡迴演唱會 - 肇慶站
- 5月25日：側田第一秒巡迴演唱會 - 上海站
- 6月15日：側田第一秒巡迴演唱會 - 澳門站
- 6月29日：側田第一秒巡迴演唱會 - 南寧站
- 7月13日：佛山現場時刻音樂會
- 8月3日：側田第一秒巡迴演唱會 - 珠海站

2025年
- 2月14日：愛在情人節佛山音樂會（嘉賓）
- 3月29日：側田2025再一起COME TOGETHER演唱會 - 廣州站
- 4月13日：衛蘭 OUT OF FRAME 世界巡迴演唱會 - 廣州站（嘉賓）
- 4月19日：側田美麗之最美高梅音樂會JUSTIN LOVE IN MGM MUSIC SHOW
- 8月30日：薛凱琪Let Me Love You巡迴演唱會 - 重慶站（嘉賓）
- 9月27日：側田2025再一起COME TOGETHER演唱會 - 大馬站

## 演出作品

### 電影
2006年
- 天生一對（客串）飾 馮昇平
- 戀愛初歌 飾 阿奇

2007年
- 踢躂小企鵝（香港粵語版）配音（角色：曼寶）

2009年
- 保持愛你 飾 阿偉

2010年
- 72家租客 飾 哈公（少年）
- 愛 · 發現 （微電影）（本人出演）

2013年
- 喜愛夜蒲3（客串）

### 電台廣播劇
2006年
- 《聯FAN所 - 學園炸彈殺人事件（吳雨霏、側田）》（新城電台）

2014年
- 《大城小故事（楊千嬅、側田、方力申）》（商業電台 叱咤903）

### 電視節目（無綫電視）
2005年
- 千秋巨獻音樂旅程：由世界中心開始

2006年
- 美女廚房 (第一輯) - 第11集（2006.08.13）

2008年
- 高清睇真Kenny B

2009年
- 耳分高下 - 第5 & 6集（2009.02.05 & 2009.02.06）
- 超級巨聲1 評判 - 第1, 2, 3, 4, 5 & 6集
- My Name Is 邦 - 第1, 2集（2009.06.29 & 2009.06.30）
- 美女廚房 (第二輯) - 第2集（2009.04.12）

2010年
- 我的故事‧我的歌 - 第5集（2010.03.28）
- 荃加福祿壽 - 第11集

2013年
- 超級無敵獎門人 終極篇 - 第15集（2013.09.01）

2015年
- 香港電台 生存之道（2015.01.07）
- 今晚睇李 - 第7集（2015.03.15）
- Sunday靚聲王 - 第7集（2015.03.29）
- 閨密教煮（主持）共10集

### 電視節目（ViuTV）
2018年
- 《Good Night Show 全民造星》：導師

### 內地電視節目
2010年
- 广州电视台 - 美在花城

2011年
- 廣東衛視 - 長隆魔幻跨年歌會（2011.12.31）

2012年
- 广东广播电视台 麦王争霸（2012.01.07）
- 南方卫视 美麗戰場 - 第9集（2012-03-03）

2013年
- 山東衛視 - 歌聲傳奇（2013.04.19 & 2013.05.31）
- 旅遊衛視 - 音樂心旅程（2013.06.10）

2016年
- 江苏卫视 - 蒙面唱将猜猜猜（第四，五 & 六期）

2017年
- 湖南衛視 - 歌手2017（第五，六，七 & 十一期）

### MV演出
2008年
- 上課時間（歐陽靖）

2010年
- 中鋒（梁漢文）

2016年
- 被單身的人（吳業坤）

2017年
- 天空之城（Dough-Boy feat. 側田）

## 獎項
2005年度
- 2005勁歌金曲優秀選第三回 - 新人薦場飈升獎
- YAHOO!搜尋人氣大獎2005 - 樂壇新勢力
- 新城勁爆頒獎禮2005 - 新城勁爆新一代創作歌手
- 新城勁爆頒獎禮2005 - 新城I-Tech勁爆新人王
- 2005年度叱咤樂壇流行榜頒獎典禮 - 叱咤樂壇生力軍男歌手 金獎
- RoadShow至尊音樂頒獎禮2005 - 至尊新人男歌手
- 2005年度十大勁歌金曲頒獎典禮 - 最受歡迎新人獎（男）金獎
- 第二十八屆十大中文金曲頒獎音樂會 - 優秀流行歌手大獎
- 第二十八屆十大中文金曲頒獎音樂會 - 十大中文金曲《好人》
- 第二十八屆十大中文金曲頒獎音樂會 - 最有前途新人獎（男歌手）金獎
- SINA Music樂壇民意指數頒獎禮2005 - 我最喜愛男新人 金獎
- 第五屆中國原創音樂流行榜 - 優秀新人獎（港台地區）
- 〈音樂先鋒榜〉2005年度頒獎典禮 - 音樂先鋒（港台）新人
- 加拿大至HIT中文歌曲排行榜2005 - 全國推崇男新人
- 加拿大至HIT中文歌曲排行榜2005 - 全國推崇十大歌曲《好人》
- IFPI香港唱片銷量大獎2005 - 最暢銷男新人

2006年度
- 第六屆華語音樂傳媒大獎 - 最佳男新人
- 2006勁歌金曲優秀選第二回 - 得獎歌曲《情歌》
- 〈音樂先鋒榜〉2006年度頒獎典禮 - 港台十大先鋒金曲
- 〈音樂先鋒榜〉2006年度頒獎典禮 - 年度先鋒K歌王
- 〈音樂先鋒榜〉2006年度頒獎典禮 - 年度最受歡迎先鋒K歌《決戰二世祖》
- YAHOO!搜尋人氣大獎2006 - Yahoo!Music十大人氣歌曲2006《情歌》
- 新城勁爆頒獎禮2006 - 新城勁爆歌曲《情歌》
- 新城勁爆頒獎禮2006 - 新城勁爆男歌手
- 2006年度叱咤樂壇流行榜頒獎典禮 - 叱咤樂壇男歌手 銅獎
- RoadShow至尊音樂頒獎禮2006 - 至尊歌曲《情歌》
- RoadShow至尊音樂頒獎禮2006 - 至尊男歌手
- 2006年度十大勁歌金曲頒獎典禮 - 十大勁歌金曲獎《情歌》
- 2006年度十大勁歌金曲頒獎典禮 - 最受歡迎唱作歌星 銅獎
- 2006年度十大勁歌金曲頒獎典禮 - 2006年度傑出表現獎 金獎
- 2006年度四台聯頒音樂大獎 - 卓越表現大獎 銀獎
- 第二十九屆十大中文金曲頒獎音樂會 - 優秀流行歌手大獎
- 第二十九屆十大中文金曲頒獎音樂會 - 十大中文金曲《情歌》
- SINA Music樂壇民意指數頒獎禮2006 - SINA Music最高收聽率十大歌曲《情歌》
- SINA Music樂壇民意指數頒獎禮2006 - 我最喜愛唱作人
- SINA Music樂壇民意指數頒獎禮2006 - 我最喜愛演唱會《側田One Good Show！演唱會》
- IFPI香港唱片銷量大獎2006 - 十大銷量本地歌手
- IFPI香港唱片銷量大獎2006 - 十大銷量廣東唱片《One Good Show 演唱會》

2007年度
- 第七屆全球華語歌曲排行榜 - 二十大最受歡迎金曲《情歌》
- 第七屆全球華語歌曲排行榜 - 最受歡迎創作歌手/組合獎
- 2007勁歌金曲優秀選第三回 - 得獎歌曲《男人KTV》
- 2007年度YAHOO!搜尋人氣大獎 - 人氣MV《男人KTV》
- 2007年度YAHOO!搜尋人氣大獎 - 唱作人
- 新城勁爆頒獎禮2007 - 新城勁爆歌曲《男人KTV》
- 新城勁爆頒獎禮2007 - 新城勁爆創作歌手
- 新城勁爆頒獎禮2007 - 新城勁爆男歌手
- 2007年度叱咤樂壇流行榜頒獎典禮 - 專業推介叱吒十大 第九位《男人KTV》
- RoadShow至尊音樂頒獎禮2007 - RoadShow至尊歌曲《男人KTV》
- RoadShow至尊音樂頒獎禮2007 - RoadShow至尊合唱歌曲《山歌》（與吳雨霏合唱）
- 2007年度十大勁歌金曲頒獎典禮 - 十大勁歌金曲獎《男人KTV》
- SINA Music樂壇民意指數頒獎禮2007 - SINA Music最高收聽率十大歌曲《男人KTV》
- SINA Music樂壇民意指數頒獎禮2007 - SINA Music合唱歌曲大獎《山歌》（與吳雨霏合唱）
- SINA Music樂壇民意指數頒獎禮2007 - 我最喜愛唱作人
- 第三十屆十大中文金曲頒獎音樂會 - 優秀流行歌手大獎
- 第三十屆十大中文金曲頒獎音樂會 - 十大中文金曲《男人KTV》
- 〈音樂先鋒榜〉2007年度頒獎典禮 - 港台十大先鋒金曲《男人KTV》
- 〈音樂先鋒榜〉2007年度頒獎典禮 - 年度先鋒K歌王
- 〈音樂先鋒榜〉2007年度頒獎典禮 - 年度最受歡迎先鋒K歌《男人KTV》（與胡彥斌合唱）
- 〈音樂先鋒榜〉2007年度頒獎典禮 - 年度最佳先鋒創作歌手
- IFPI香港唱片銷量大獎2007 - 十大銷量本地歌手

2008年度
- 第5屆「勁歌王」全球華人樂壇音樂盛典 - 勁歌K歌金曲《男人KTV》
- 第5屆「勁歌王」全球華人樂壇音樂盛典 - 粵語金曲獎《男人KTV》
- 第5屆「勁歌王」全球華人樂壇音樂盛典 - 勁歌唱作人王
- 2008勁歌金曲優秀選第二回 - 得獎歌曲《未輸》
- Yahoo!搜尋人氣大獎2008 - 人氣歌曲《三十日》
- 2008勁歌金曲優秀選第三回 - 得獎歌曲《三十日》
- 〈音樂先鋒榜〉2008年度頒獎典禮 - 港台十大先鋒金曲《未輸》
- 〈音樂先鋒榜〉2008年度頒獎典禮 - 先鋒演繹歌手
- 〈音樂先鋒榜〉2008年度頒獎典禮 - 先鋒K歌王
- 〈音樂先鋒榜〉2008年度頒獎典禮 - 最佳先鋒創作歌手
- 2008年度十大勁歌金曲頒獎典禮 - 最受歡迎唱作歌星 銀獎
- 第三十一屆十大中文金曲頒獎音樂會 - 優秀流行歌手大獎

2009年度
- 第6屆「勁歌王」全球華人樂壇音樂盛典 - 粵語金曲獎《三十日》
- 第6屆「勁歌王」全球華人樂壇音樂盛典 - 大熱人氣歌手
- 第6屆「勁歌王」全球華人樂壇音樂盛典 - 勁歌作曲王
- 華語音樂盛典2009 - 樂迷最愛男歌手
- 華語音樂盛典2009 - 樂迷最愛唱作歌手
- 2009勁歌金曲優秀選第一回 - 得獎歌曲《無言無語》
- 2009勁歌金曲優秀選第二回 - 得獎歌曲《B.O.K》
- 新城勁爆頒獎禮2009 - 新城勁爆歌曲《B.O.K》
- 新城勁爆頒獎禮2009 - 新城勁爆創作歌手
- 新城勁爆頒獎禮2009 - 新城勁爆男歌手
- 2009年度叱咤樂壇流行榜頒獎典禮 - 叱咤樂壇唱作人 銀獎
- 2009年度十大勁歌金曲頒獎典禮 - 最受歡迎唱作歌星 銀獎
- SINA Music樂壇民意指數頒獎禮2009 - SINA Music最高收聽率二十大歌曲《B.O.K》
- SINA Music樂壇民意指數頒獎禮2009 - 我最喜愛唱作人
- 第三十二屆十大中文金曲頒獎音樂會 - CASH最佳創作歌手獎
- 〈音樂先鋒榜〉2009年度頒獎典禮 - 先鋒K歌王
- 〈音樂先鋒榜〉2009年度頒獎典禮 - 最佳先鋒創作歌手
- IFPI香港唱片銷量大獎2009 - 十大銷量廣東唱片《From Justin Collection Of His First 3 Years》
- IFPI香港唱片銷量大獎2009 - 十大銷量本地歌手

2010年度
- 2010勁歌金曲優秀選第一回 - 得獎歌曲《無限大》
- 第7屆「勁歌王」全球華人樂壇音樂盛典 - 粵語金曲獎《B.O.K.》
- 第7屆「勁歌王」全球華人樂壇音樂盛典 - 香港傑出青年歌手獎
- 第7屆「勁歌王」全球華人樂壇音樂盛典 - 勁歌創作王大獎
- 新城勁爆頒獎禮2010 - 新城勁爆歌曲《愛的習慣》
- 新城勁爆頒獎禮2010 - 新城勁爆男歌手
- 新城勁爆頒獎禮2010 - 新城勁爆亞洲創作歌手大獎
- 第三十三屆十大中文金曲頒獎音樂會 - 十大中文金曲《愛的習慣》
- 第三十三屆十大中文金曲頒獎音樂會 - CASH最佳創作歌手獎
- 2010年度十大勁歌金曲頒獎典禮 - 十大勁歌金曲獎《愛的習慣》
- 〈音樂先鋒榜〉2010年度頒獎典禮 - 港台十大先锋金曲《愛的習慣》
- 〈音樂先鋒榜〉2010年度頒獎典禮 - 最受歡迎先鋒歌手(五強)
- 〈音樂先鋒榜〉2010年度頒獎典禮 - 最佳先鋒創作歌手

2011年度
- 第8屆「勁歌王」全球華人樂壇音樂盛典 - 香港傑出青年歌手獎
- 第8屆「勁歌王」全球華人樂壇音樂盛典 - 勁歌創作王大獎

2013年度
- 第9屆「勁歌王」全球華人樂壇音樂盛典 - 國語金曲獎《很想很想說再見》
- 第9屆「勁歌王」全球華人樂壇音樂盛典 - 卓越表現大獎
- 第9屆「勁歌王」全球華人樂壇音樂盛典 - 最佳舞台演繹獎
- 新城國語力頒獎禮2013 - 新城國語力歌曲《很想很想說再見》
- 新城國語力頒獎禮2013 - 新城國語力亞洲創作歌手
- 新城國語力頒獎禮2013 - 新城國語力優秀演繹獎

2014年度
- YAHOO!搜尋人氣大獎2014 - 網上熱爆歌曲《I Miss Love》
- 2014勁歌金曲優秀選第二回 - 得獎歌曲《I Miss Love》
- 新城勁爆頒獎禮2014 - 新城勁爆歌曲《I Miss Love》
- 新城勁爆頒獎禮2014 - 新城勁爆全國歌手大獎
- 新城勁爆頒獎禮2014 - 新城勁爆亞洲創作歌手大獎

2015年度
- 第10屆「勁歌王」全球華人樂壇音樂盛典 - 粵語金曲獎《I Miss Love》
- 第10屆「勁歌王」全球華人樂壇音樂盛典 - 勁歌創作王大獎
- 第10屆「勁歌王」全球華人樂壇音樂盛典 - 我最喜愛歌手大獎
- 2015勁歌金曲優秀選第一回 - 得獎歌曲《WeTouch》

2017年度
- 第四屆粵語歌曲排行榜頒獎典禮 - 最受歡迎歌曲《不經不覺》
- 第四屆粵語歌曲排行榜頒獎典禮 - 最受歡迎男歌手
- 第四屆粵語歌曲排行榜頒獎典禮 - 最受歡迎創作歌手
- 第二屆耀動華人頒獎盛典 - 年度最佳唱作歌手
- 新城勁爆頒獎禮2017 - 勁爆歌曲《不經不覺》
- 新城勁爆頒獎禮2017 - 勁爆唱作人
- 新城勁爆頒獎禮2017 - 勁爆專輯《The Drug Called Music》
- 2017年度叱咤樂壇流行榜頒獎典禮 - 專業推介叱咤十大 第九位《不經不覺》
- 2017年度叱咤樂壇流行榜頒獎典禮 - 叱咤樂壇男歌手 銅獎

2018年度
- 第五屆粵語歌曲排行榜頒獎典禮 - 最受歡迎歌曲獎《半杯入魂》
- 第五屆粵語歌曲排行榜頒獎典禮 - 最受歡迎男歌手獎
- 第五屆粵語歌曲排行榜頒獎典禮 - 最受歡迎創作歌手獎
- 新城勁爆頒獎禮2018 - 勁爆歌曲《半杯入魂》
- 新城勁爆頒獎禮2018 - 勁爆唱作人